# Crispano
Crispano è un comune italiano di 11 616 abitanti della città metropolitana di Napoli in Campania.

## Geografia fisica

### Territorio
Comune della Pianura Campana, situato nell'area frattese, si trova nella zona nord del capoluogo tra l'agro aversano e l'agro nolano, costituisce un unicum urbano con i comuni contermini, parte del territorio è anche adibito all'agricoltura. Crispano è posta sul percorso dei Regi Lagni.

## Origini del nome
Secondo Giovanni Flechia, esperto di toponimi vissuto nell'Ottocento, il nome deriva dalla gens crispia, ma il primo documento ufficiale in cui compare il termine "Crispanum" è datato 936 d.c.

## Storia
L'abitato, come altri centri dell'Italia meridionale, durante il medioevo, venne infeudato. 
Elenco di alcuni dei signori feudatari di Crispano: 
- 1303: Ruggero del Gaudio;
- 1306: Filippo di Leonardo di Crispano otteneva l'intervento regio contro Marino d'Evoli, la cui moglie era signora feudale di Crispano, poiché il detto Marino lo molestava nel possesso dei suoi beni. Da un elenco di signori feudatari, all'epoca della regina Giovanna I, vi era il conte Giovanni d'Asperch come feudatario di Crispano;
- 1393: il feudo è di proprietà di Carlo Ruffo, conte di Corigliano e Montalto;
- 1399: Carlo Ruffo vendette Crispano a Gorello Origlia, dottore in Legge e consigliere del re Ladislao, nonché gran pronotario del Regno di Napoli;
- 1406: Gorello Origlia trasferisce il feudo al secondogenito Roberto;
- 1417: Bartolomeo del Duca;
- 1616: Don Sancio de Strada acquista il casale di Crispano divenendone il marchese, in seguito la proprietà passa a Donna Teresa de Strada sposata con Don Diego Soria;
- 1699: dal matrimonio di Giovanna di Soria con il marchese di San Marcellino, Giovanni Tovar, Crispano passa ai Tovar;
- 1712: dal matrimonio di Donna Teresa Tovar con Fulcantonio Ruffo il feudo passa ai principi di Scilla.

Con Giuseppe Bonaparte e le leggi eversive della feudalità, nel 1806 vennero aboliti i diritti feudali nel Regno di Napoli, per dar spazio alle amministrazioni comunali.
Nel XX secolo, le masserie e la civiltà contadina che rappresentavano, persero il loro ruolo di centro economico-sociale e si assistette al loro graduale declino.

## Monumenti e luoghi d'interesse
- Chiesa di San Gregorio Magno; è la chiesa madre del comune, ha origini tardo-medievali ed è stata modificata più volte nei secoli. Conserva opere d'arte di grande qualità, come: la Madonna del Rosario di Luca Giordano (datata 1672) e il San Gregorio Magno che invoca la fine della peste a Roma di Paolo De Majo (datato 1735).
- Palazzo Capasso

## Società

### Evoluzione demografica
Abitanti censiti

## Amministrazione
Di seguito è presentata una tabella relativa alle amministrazioni che si sono succedute in questo comune.
| Periodo | Periodo   | Primo cittadino            | Partito                       | Carica              | Note  |
| ------- | --------- | -------------------------- | ----------------------------- | ------------------- | ----- |
| 1990    | 1991      | Sossio Casaburi            | Partito Socialista Italiano   | Sindaco             |       |
| 1991    | 1993      | Carlo Esposito             | PDS                           | Sindaco             |       |
| 1993    | 1993      | Giuseppe Castiello         | commissario prefettizio       | Sindaco             |       |
|         | 1994      | Mariolina Goglia           |                               | Comm. straordinaria |       |
| 1994    | 1998      | Pasquale D'Enrico          | Forza Italia                  | Sindaco             |       |
| 1998    | 2002      | Carlo Esposito             | L'Ulivo                       | Sindaco             |       |
| 2002    | 2005      | Carlo Esposito             | L'Ulivo                       | Sindaco             |       |
|         | 2008      | Salvatore Carli            |                               | Comm. straordinaria |       |
| 2008    | 2010      | Raffaele Galante           | Partito Democratico           | Sindaco             |       |
| 2010    | 2015      | Carlo Esposito             | Partito Democratico           | Sindaco             |       |
| 2015    | 2017      | Antonio Barra              | Lista Civica - centrosinistra | Sindaco             |       |
| 2017    | 2019      | De Rosa, Falcone, Danielli |                               | Comm. straordinaria | [ 5 ] |
| 2019    | in carica | Michele Emiliano           | Unità e cambiamento           | Sindaco             |       |